# 루가노 공항
루가노 공항(IATA : LUG, ICAO : LSZA)은 스위스 루가노에서 서쪽으로 4km, 밀라노에서 북쪽으로 약 80km 떨어진 아그노, 비오기오 및 무차노 시정촌에 위치한 지역 공항이다. 그것은 루가노 자체보다 아그노 마을에 더 가깝고 때로는 루가노-아그노로 알려져 있다. 약 2,400편의 항공편을 이용하여 매년 약 200,000명의 승객이 공항을 이용한다. 제한된 화물 작업, 비행 클럽 및 비행 학교도 있다. 다윈 항공의 본사는 파산하기 전에 공항에 있었다.
공항은 루가노시 소유의 토지에 자리잡고 있으며, 관리는 루가노 공항 SA의 책임이며, 티치노주(12.5%)와 시(87.5%)가 지분을 소유하고 있다. 이 회사의 직원은 73명이며 연간 매출액은 천만 스위스 프랑이다.

## 역사
공항의 현재 위치는 1938년 잔디 밭으로 개항했을 때로 거슬러 올라간다. 첫 번째 포장 활주로는 1960년에 건설되었으며, 원래 길이 1,200m, 너비 30m였다. 처음에는 민간 부문 회사에서 관리했지만, 1974년에 루가노의 시영 운송 회사인 루가노시 교통공사가 공항을 인수했다.
1980년대 초, 항공사 크로스항공은 공항에 투자를 결정하여 루가노와 다양한 유럽 도시를 연결했다. 1985년에는 활주로가 150m 확장되었으며 1989년에는 새로운 관제탑이 가동되었다.
2019년 9월 스위스 국제항공을 대신하여 취리히 공항으로 가는 노선을 운영했던 아드리아 항공이 중단된 후, 루가노는 스위스가 향후 항공편을 재개하지 않고 승객들에게 기차 서비스를 추천함에 따라 유일한 연중 정기 서비스를 상실했다.
2020년 4월, 스위스 루가노에 서비스를 제공하는 공항 뒤에 있는 회사는 COVID-19 전염병이 그 위치의 항공 교통을 파괴한 후 스스로를 청산하기로 결정했다.

## 시설

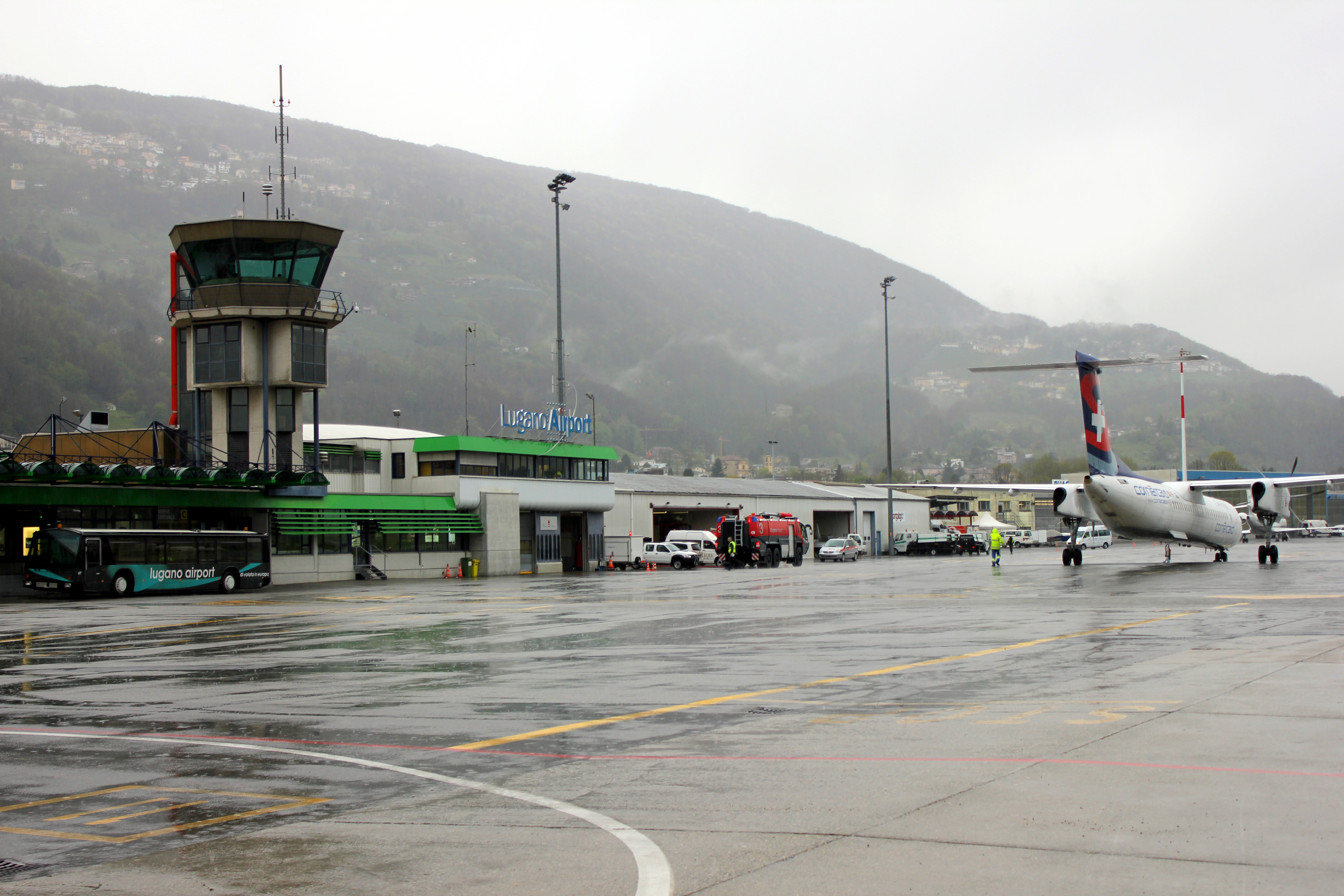
에이프런 뷰

### 터미널
공항에는 항공권과 체크인 데스크, 공항 보안 및 세관 시설이 있는 단일 여객 터미널 건물이 있다. 면세점, 바와 스낵바가 있는 에어사이드 출발 라운지가 있다. 항공기 탑승은 일반적으로 계류장을 가로질러 도보로 이루어지지만, 항공기가 터미널 건물 바로 옆에 주차되어 있지 않을 때 버스를 이용하는 경우도 있다.
터미널 건물에 인접한 건물에는 지상 공항 레스토랑과 플라잉 클럽이 있으며 두 건물 사이의 차양 아래 야외 좌석이 있다. 다른 지상 케이터링 및 쇼핑 아울렛은 인접한 개방형 안뜰 주변에 있다.

### 활주로
공항에는 01/19로 식별된 아스팔트 표면이 있는 단일 양방향 활주로가 있다. 활주로는 길이 1,420m, 너비 30m, 평균 해발 279m이다. 평행 유도로 가 없으며 항공기의 도착과 출발은 종종 활주로에서 역추적을 포함한다.
공항의 계기 접근 절차는 6.65°의 가파른 내리막 각도로 인해 상당히 까다롭다. 이는 표준 접근 각도인 3°의 두 배 이상이며 런던의 5.5°보다 더 가파르기 때문이다. 이것은 계곡 입구의 지리적 위치 때문이다.

## 목적지
다음 항공사는 루가노 공항에서 정기 및 계절 항공편을 제공한다.
| 항공사    | 목적지     |
| --------- | ---------- |
| 실버 항공 | 임시: 엘바 |

## 연결 교통

### 차량
공항은 루가노 시내 중심에서 도로로 약 6km 떨어져 있으며, A2 고속도로의 가장 가까운 교차로에서 비슷한 거리에 있다. 장기 및 단기 주차장, 택시 승차장, 다양한 렌터카 회사가 있다.

### 열차
셔틀 버스는 공항과 루가노역 및 도심을 연결하며 대부분의 정기 항공편을 운행한다. 아그노역은 공항에서 도보로 10분 거리에 표지판이 있으며 주중에는 15분 간격, 주말에는 30분 간격으로 루가노와 폰테 트레사에 기차가 연결된다.

## 같이 보기
- 스위스의 교통